# マーサ・スチュワート

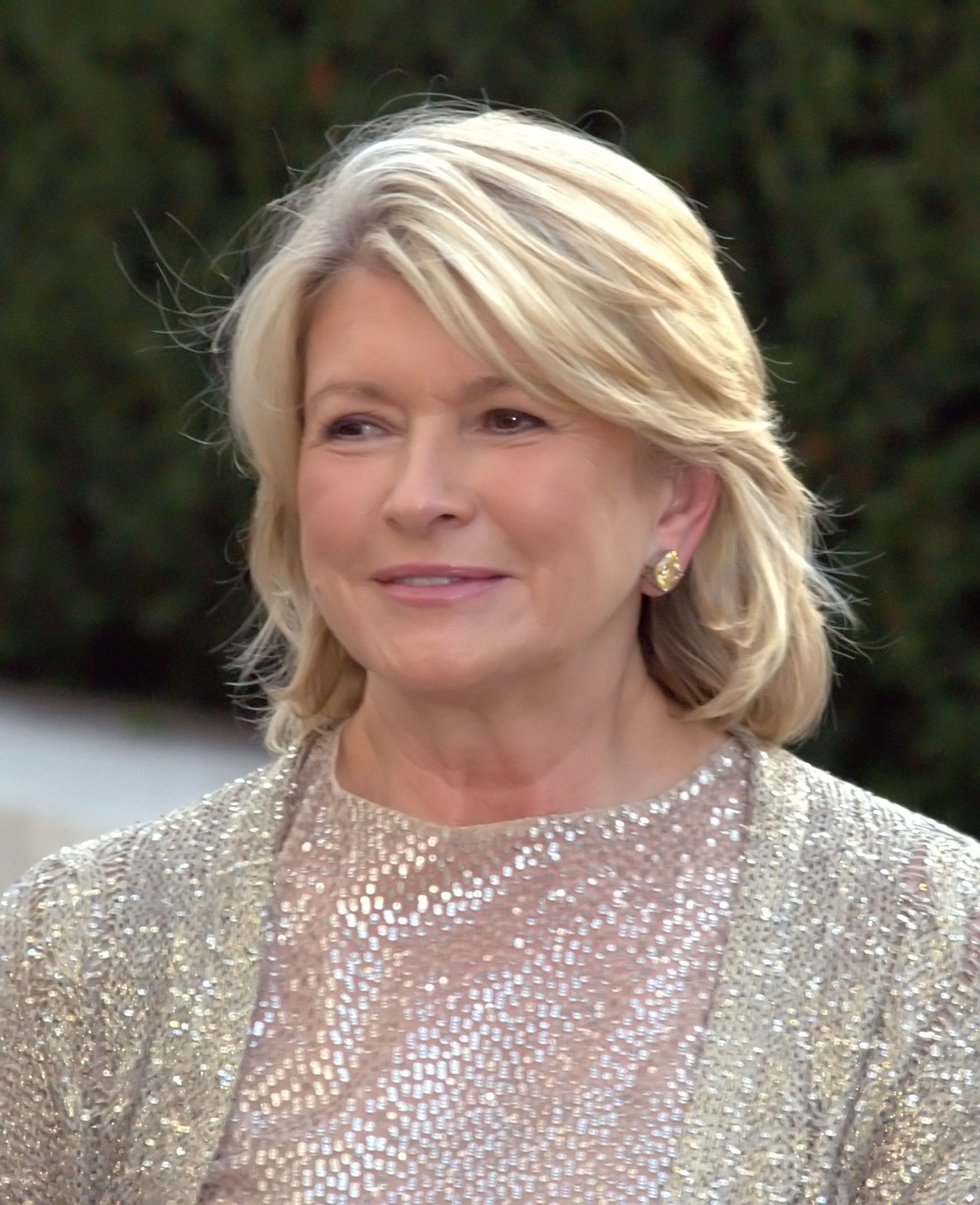
マーサ・スチュワート

マーサ・スチュワート（Martha Stewart、本名Martha Helen Kostyra、1941年8月3日 - ）は、アメリカ合衆国ニュージャージー州出身の実業家。料理、園芸、手芸、室内装飾など生活全般（ライフスタイル）を提案するライフコーディネーター・クリエータで、関連する本も多く出版している。
彼女が経営する会社は、生活提案のTVレギュラー番組『マーサ・スチュワート・リビング』を持ち、同名の雑誌を出版し、オリジナル・ブランドの商品を販売している。日本では「カリスマ主婦」として知られているが離婚歴があり、現在独身である。単にテレビに良く出る有名人でなく、実業家として評価されている。

## 経歴

### 成功の軌跡
彼女はポーランド移民の両親の下に生まれた。大学時代（Barnard College）からアルバイトでモデルをしており、卒業後もモデルやCM出演をしていたが、1965年に出産のため引退した。その後、1973年まで株式のブローカーをしていたが、証券不況により、コネチカット州の田舎に移り住んだ。
そこで、料理のケータリング・サービスを行いながら、料理、園芸、室内装飾に関するコラムを雑誌に寄稿していた。1982年に出版した『マーサ・スチュワート・エンターティニング（Martha Stewart Entertaining）』はベストセラーとなった。
1987年に大手スーパーのKマートと契約し、食器、インテリア小物、寝具、衣料品など幅広い商品のプロデュース、宣伝に関わり、自身の名前も商標登録した。1991年から自分のライフスタイル提案誌『マーサ・スチュワート・リビング』を発刊、ライフスタイル業界の大立者になっていく。彼女の会社のライフスタイル提案番組『マーサ・スチュワート・リビング』はデイタイム・エミー賞を受賞し、オリジナル・ブランド製品をKマートなどを通して広く販売した。ニューヨーク証券取引所の役員にも選ばれる。
夫とは、結婚23年後に離婚。離婚後も、彼女は夫の姓を名乗っている。
前夫との間に、娘（Alexis Stewart）一人。

### 事件
2002年にインサイダー取引の容疑で捜査を受け、2003年6月に起訴され、2004年3月5日に陪審員評決で有罪となった。
TVレギュラー番組は中止になり、彼女は自分の会社の役員を辞任したが、同社の株は暴落した。7月16日の判決では、5ヶ月の禁錮と5ヶ月の自宅軟禁、3万ドルの罰金が課せられた。10月から2005年3月まで服役し、自宅に戻った後、仕事を再開した。
2005年9月からTVの仕事に復帰し、ドナルド・トランプ（後の第45代アメリカ合衆国大統領）の人気リアリティー番組『アプレンティス』の姉妹番組の司会者にもなる。
しかし、視聴率は期待したより低く、1シーズン限りの放送となった。

### トピック
2005年、テレビ番組の企画で同姓同名の「マーサ・スチュワート」を164人集め、ギネス世界記録として認定された。
なお、この記録は、日本で名前の読みが「タナカヒロカズ」の人物を集めるタナカヒロカズ運動が2022年に行ったイベントで東京に178人の「タナカヒロカズ」を集めたことで更新されている。

## 主な著作
- 『マーサ・スチュワート・エンターティニング（Martha Stewart Entertaining）』、1982年。
- 『マーサ・スチュワート・リビング』、1991年。
- 『マーサ・スチュワートヘルシークイック・クック : 4つの季節のおいしいメニュー』、鈴木るみこ (訳)、フェリシモ、1999年。ISBN 4-89432-144-0。
- マーサ・スチュワート・リビング・オムニメディア株式会社『グッドシングズオーガナイジング』、森泉亮子 (訳)、フェリシモ、2003年。ISBN 4894323095。
- 『マーサの成功ルール』槙原凛 (訳)、東京 : トランスワールドジャパン、2006年。ISBN 4-925112-91-0。 別タイトル : The Martha rules。
- 『MARTHA STEWART weddings JAPAN』2017SUMMER/FALL、東京 : ネコ・パブリッシング〈NEKO MOOK ; 2601〉、2017年6月。